# Вејберн
Вејберн (енгл. Weyburn) је град у југозападном делу канадске провинције Саскачеван. Град лежи на обалама реке Сурис на око 110 км југоисточно од провинцијске престонице града Реџајне, односно 85 км северозападно од града Естевана. Важно је саобраћајно чвориште и раскрсница провинцијских друмова 13, 35 и 39. Међународна граница према америчкој савезној држави Северна Дакота налази се свега 75 км јужније.

## Историја
Интензивније насељавање овог подручја постало је могуће након градње две важне железничке линије. Траса од Брандона ка Естевану је завршена 1892, а деоница која је повезивала Северну Дакоту са градом Мус Џо 1893. године. Насеље је полако расло и 1. августа 1895. отворена је прва пошта, док је интензивније насељавање започело у лето 1889. због чега је у насељу основана посебна служба чији циљ је била расподела земљишта новопридошлим становницима. 
Вејберн је административно уређен као село 22. октобра 1900. и тада је у њему живело свега стотињак становника. За свега три године број становника се утростручио, и насеље постаје варошица. Административни статус града Вејберн добија 1. септембра 1913. и тако постаје 6. по реду насеље са тим статусом у провинцији Саскачеван. 
Занимљиво је да Вејберн има и властите дневне новине Вејберн Ривју (The Weyburn Review)
које редовно излазе од 1909. године. 

## Демографија
Према резултатима пописа становништва из 2011. у граду су живела 10.484 становника у укупно 4.645 домаћинстава, што је за 11,1% више у односу на 9.433 житеља колико је регистровано 
приликом пописа 2006. године.
| 2001. | 2006. | 2011.  | 2016.  |
| ----- | ----- | ------ | ------ |
| 9.534 | 9.433 | 10.484 | 10.870 |

## Привреда
Вејберн се сматра најважнијим центром за откуп житарица у целој континенталној Канади. Кроз бројне силосе и теретне терминале у овом граду сваке године се транспортује преко пола милиона тона житарица. 
Важна ставка у привреди града је и експлоатација нафте и земног гаса.